# 帕斯德阿里波羅
帕斯德阿里波羅是哥倫比亞的城鎮，位於該國西北部，由卡薩納雷省負責管轄，距離首府約帕爾96公里，始建於1953年10月12日，面積12,815平方公里，海拔高度340米，2005年人口25,324。
5°53′N 71°54′W / 5.883°N 71.900°W